# R Doradus
Désignations
R Doradus (HD 29712 ou P Doradus) est le nom d'une étoile géante rouge variable semi-régulière de la constellation australe de la Dorade, bien que visuellement elle apparaisse plus associée à la constellation du Réticule. 

## Caractéristiques
Sa distance à la Terre est de 178 ± 10 al (54,6 ± 3,1 parsecs). Ayant un diamètre de disque uniforme de 0,057 ± 0,005 arcsec, elle est considérée actuellement comme l'étoile ayant la plus grande taille apparente vue depuis la Terre (en dehors du Soleil). Le diamètre estimé de R Doradus est de 515 ± 70 millions de km (3,46 AU) ou 370 ± 50 fois le diamètre du Soleil. Si elle était placée au centre du Système solaire, l'orbite de Mars et la plus grande partie de la ceinture d'astéroïdes serait à l'intérieur de l'étoile.

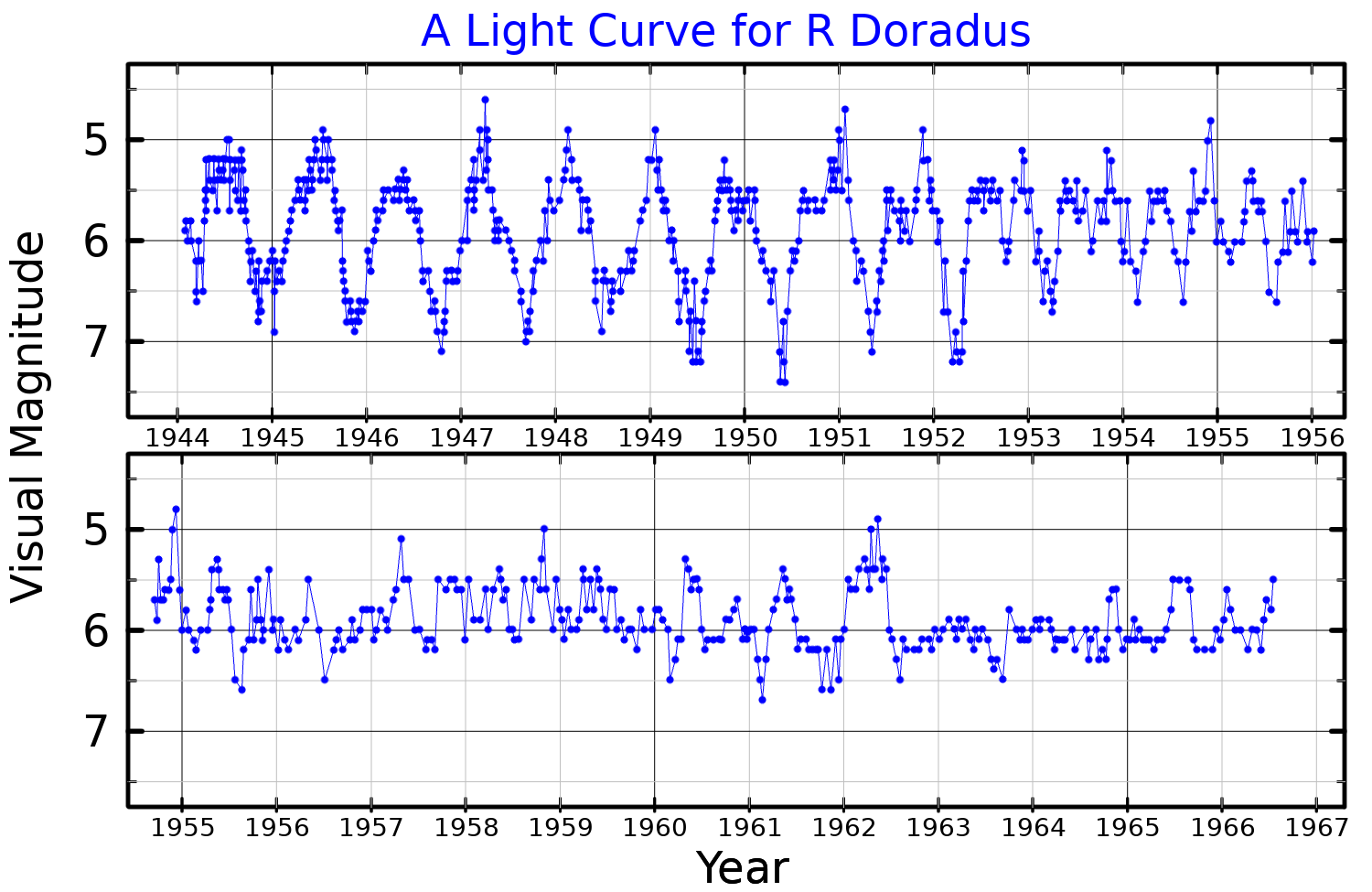
Courbe de lumière en lumière visible de R Doradus entre 1944 et 1966, adaptée de Bedding (1998).

La magnitude apparente de R Doradus varie entre 4,8 et 6,6, ce qui la rend en moyenne tout juste visible à l'œil nu, mais dans l'infrarouge elle est l'une des étoiles les plus brillantes du ciel et sa luminosité bolométrique est de 6500 ± 1400 fois celle du Soleil. Avec une magnitude apparente de −2,6 en infrarouge proche dans la bande J, seule Bételgeuse à −2,9 est plus brillante.

## Observations
La réalisation de plusieurs clichés par le radiotélescope ALMA, permet en 2024 de produire une animation montrant des bulles de gaz à la surface. 